# Hemvärnets musikkår Skaraborg
Hemvärnets musikkår Skaraborg är en militär blåsorkester på ungefär 40 musiker och organiseras inom försvarsmakten under Hemvärnsmusiken. Musikkåren är stationerad i Skövde.

## Historik
Musikkåren har anor redan från 1929, då Volvo Penta i Skövde startade Penta musikkår (två år efter att den första Volvo-bilen byggdes). Musikkåren bytte senare namn till Volvo musikkår.
På 1960-talet fanns i Skövde en militär musikkår ur Militärmusiken, men i och med att Regionmusiken organiserades tappade militärstaden Skövde raskt en marscherande militär musikkår. Närmsta militära musikkår var då Uddevallamusiken.
Redan på 1970-talet togs från militärt håll kontakter med dåvarande Volvo musikkår om att ansluta musikkåren som hemvärnsmusikkår, men musikkåren kände sig inte mogen att ta steget. Volvo musikkår kom dock att nyttjas vid flertalet militära ceremonier under de följande åren.
1985 togs ny kontakt från Skaraborgs regemente (P 4) och musikkåren kontrakterades 1986 som Skövde garnisons musikkår. Första framträdandet blev vid det nyinrättade arrangemanget Tapto i Skövde garnison 1986, musikkårens dirigent var Owe Green. Greens mångåriga erfarenhet inom militärmusiken gjorde att musikkåren redan från början stod på fast mark vad gäller militär ceremonimusik och redan 1986 fick musikkåren göra sina första högvaktsframträdanden i Stockholm.
Nu kände sig musikkåren redo att ta steget att bli hemvärnsmusikkår och den 27 september 1992 blev Volvo musikkår antagen som hemvärnsmusikkår under namnet Hemvärnets musikkår Skaraborg och gjorde sitt första framträdande vid regementets dag på Göta trängregemente (T 2) samma år.

## Organisation
Musikkåren tillhör 39: e hemvärnsbataljonen (Kåkindbataljonen), sorterar under Västra militärregionen (MR V), administreras av Skaraborgsgruppen och är stationerad i Skövde.

### Dirigenter
- 1992 - 1997 Leopold Pettersson
- 1997 - 2013 Peter Svensson
- 2013 - Martin Lindor

### Kårchefer
- 1992 - 2012 Åke Ahlrik
- 2012 - 2014 Emma Gustavsson
- 2014 - 2024 Johan Hallman
- 2024 - Martin Feivik

## Framträdanden
Musikkåren spelar främst vid militära ceremonier i närområdet, till exempel vid Skaraborgs regemente (P 4) och Göta trängregemente (T 2), men ger även konserter, parader, spelar vid statsceremoniella sammanhang och representerar Sverige utomlands.
Några exempel där musikkåren deltagit är:
- Vaktparad och högvaktsavlösning (årligen), Stockholm
- Ystad International Military Tattoo (2007 och 2009), Ystad
- Nijmegenmarschen (2010 och 2011), Nijmegen
- Firandet av Carl XVI Gustafs 50 år på tronen (2023), Stockholm
- Minnesceremoni 25 år sedan Estonia-katastrofen (2019), Estoniamonumentet Stockholm

## Diskografi
- Vi äro musikanter, Hemvärnets musikkår Skaraborg, dirigent Peter Svensson (2007)[3]
- På marsch med trängen, Hemvärnets musikkår Skaraborg/Försvarets trängklubb, dirigent Peter Svensson (2010)[4]